# سيغاتا
سيغاتا قرية سورية تتبع ناحية مركز مصياف في منطقة مصياف في محافظة حماة. بلغ عدد سكانها 1739 نسمة في عام 2004 حسب إحصاء المكتب المركزي للإحصاء.

## وصلات خارجية
- الوحدات الإدارية في محافظة حماة نسخة محفوظة 18 أبريل 2019 على موقع واي باك مشين.